# Aethes acerba
Aethes acerba es una especie de polilla del género Aethes, categorizada en la tribu Cochylini, de la subfamilia Tortricinae.

## Distribución
Se distribuye por China.

## Taxonomía
Fue descrita por Sun & Li en 2013 y publicada en Zootaxa 3669: 459.